# Hệ tọa độ siêu thiên hà

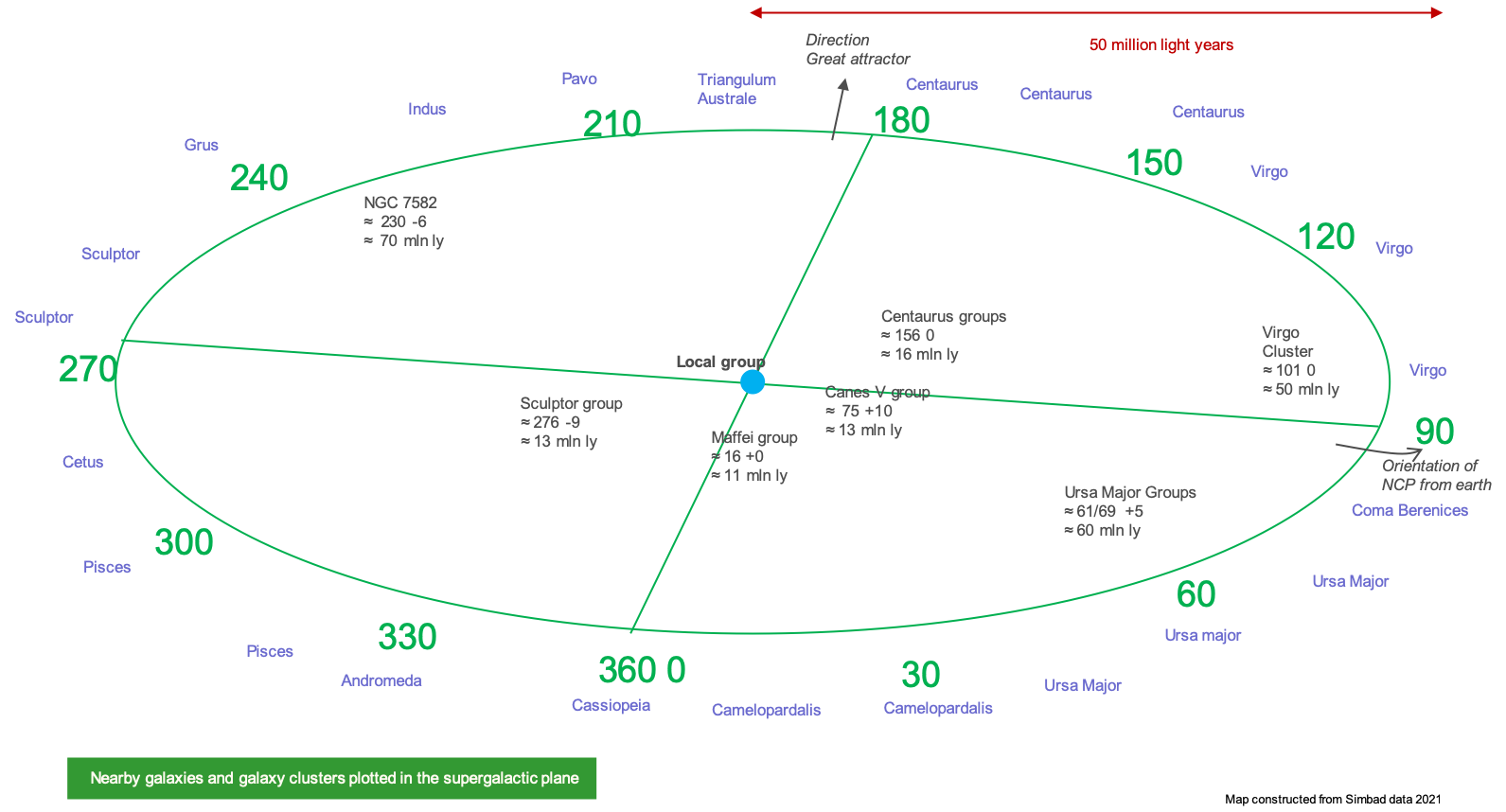
Các thiên hà và cụm thiên hà được vẽ trên mặt phẳng siêu thiên hà trong phạm vi < 50 triệu năm ánh sáng.

Những năm 1950 nhà thiên văn Gérard de Vaucouleurs người Pháp đã phát hiện ra sự tồn tại của một "siêu nhóm địa phương" phẳng dựa trên Danh mục thiên hà Shapley-Ames trong môi trường của dải Ngân Hà. Ông nhận thấy rằng khi lập bản đồ các thiên hà lân cận ở dạng 3D, chúng ít nhiều đều nằm trên một mặt phẳng. Một sự phân bố phẳng của các tinh vân đã được William Herschel ghi nhận trước đó 200 năm. Vera Rubin, nhà thiên văn người Mỹ cũng đã xác định mặt phẳng siêu thiên hà vào những năm 1950, nhưng những dữ liệu của bà vẫn chưa được công bố. Mặt phẳng được xác định bởi nhiều thiên hà khác nhau vạch ra đường xích đạo của hệ tọa độ siêu thiên hà được ông phát triển năm 1976. Những năm sau đó khi đã có nhiều dữ liệu quan sát hơn được ghi nhận, những khám phá của de Vaucouleurs về sự tồn tại của mặt phẳng siêu thiên hà đã được chứng minh là đúng.
Mặt phẳng siêu ngân hà được quan sát ít nhiều vuông góc với mặt phẳng của dải Ngân Hà, góc chính xác là 84.5 độ. Mặt phẳng siêu ngân hà đi qua các chòm sao Cassiopeia (nằm trong mặt phẳng thiên hà), Camelopardalis, Ursa Major, Coma Berenices (gần cực thiên hà Bắc), Virgo, Centaurus, Circinus (nằm trong mặt phẳng thiên hà), Triangulum Australe, Pavo, Indus, Grus, Sculptor (gần cực thiên hà Nam), Cetus, Pisces, Andromeda, và Perseus.
Dựa trên hệ tọa độ siêu thiên hà của các khảo sát của de Vaucouleurs, những năm gần đây vị trí tương đối của các thiên hà hoặc cụm thiên hà so với mặt phẳng siêu thiên hà đã được xác định. Trong số khác có cụm thiên hà Virgo, cụm Norma (bao gồm Điểm Hút Lớn), cụm Coma, siêu cụm Pisces-Perseus, cụm Hydra, cụm Centaurus, siêu cụm Pisces-Cetus và siêu cụm Shapley được phát hiện gần mặt phẳng siêu thiên hà.

## Định nghĩa
Hệ tọa độ siêu thiên hà là một hệ tọa độ cầu trong đó mặt phẳng siêu thiên hà là xích đạo.
Theo quy ước, vĩ độ siêu thiên hà thường được viết tắt là SGB, và kinh độ siêu thiên hà viết tắt là SGL, từ sự tương tự của các chữ cái b và l được quy ước ký hiệu cho các tọa độ thiên hà.

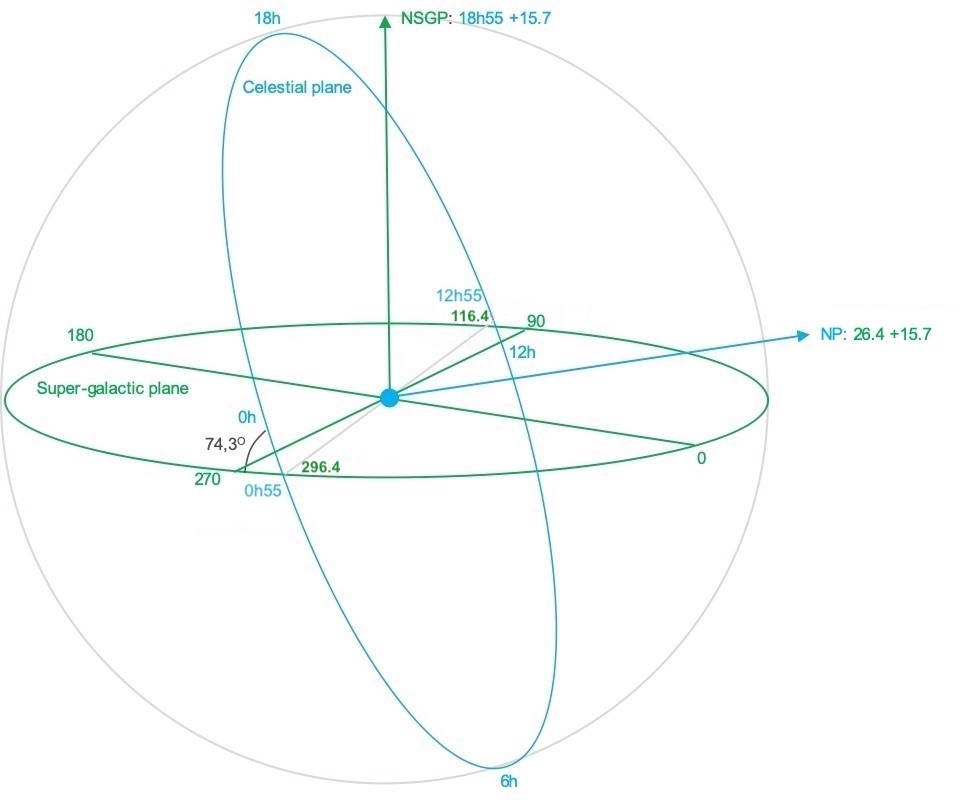
Mặt phẳng xích đạo và mặt phẳng siêu thiên hà

- Điểm gốc tọa độ (điểm không)[3] là giao điểm của mặt phẳng siêu thiên hà với mặt phẳng thiên hà - (SGB = 0°, SGL = 0°) - điểm đó nằm tại (lx = 137.37°, bx = 0°). Trong hệ tọa độ xích đạo J2000, tọa độ này xấp xỉ 2.82h, +59.5°.
- Mặt phẳng siêu thiên hà đi qua Trái Đất, bởi mặt phẳng siêu thiên hà được định nghĩa là một mặt phẳng được quan sát từ Trái Đất.
- Cực siêu thiên hà Bắc (SGB = +90°)  nằm trong chòm sao Hercules và có tọa độ thiên hà (lz = 47.37°, bz = +6.32°). Trong hệ tọa độ xích đạo (kỷ nguyên J2000), nó xấp xỉ RA = 18.9h, Dec = +15.7°.

Vậy sự chuyển đổi từ một tọa độ siêu thiên hà (superg) sang tọa độ thiên hà (gal) trong hệ trục Descartes là:
{\displaystyle {\begin{bmatrix}x\\y\\z\end{bmatrix}}_{\text{gal}}={\begin{bmatrix}\cos l_{x}\cos b_{x}&\sin l_{z}\cos b_{z}\sin b_{x}-\sin b_{z}\sin l_{x}\cos b_{x}&\cos l_{z}\cos b_{z}\\\sin l_{x}\cos b_{x}&\sin b_{z}\cos l_{x}\cos b_{x}-\cos l_{z}\cos b_{z}\sin b_{x}&\sin l_{z}\cos b_{z}\\\sin b_{x}&\cos b_{z}\cos b_{x}\sin \left(l_{x}-l_{z}\right)&\sin b_{z}\end{bmatrix}}{\begin{bmatrix}x\\y\\z\end{bmatrix}}_{\text{superg}}}

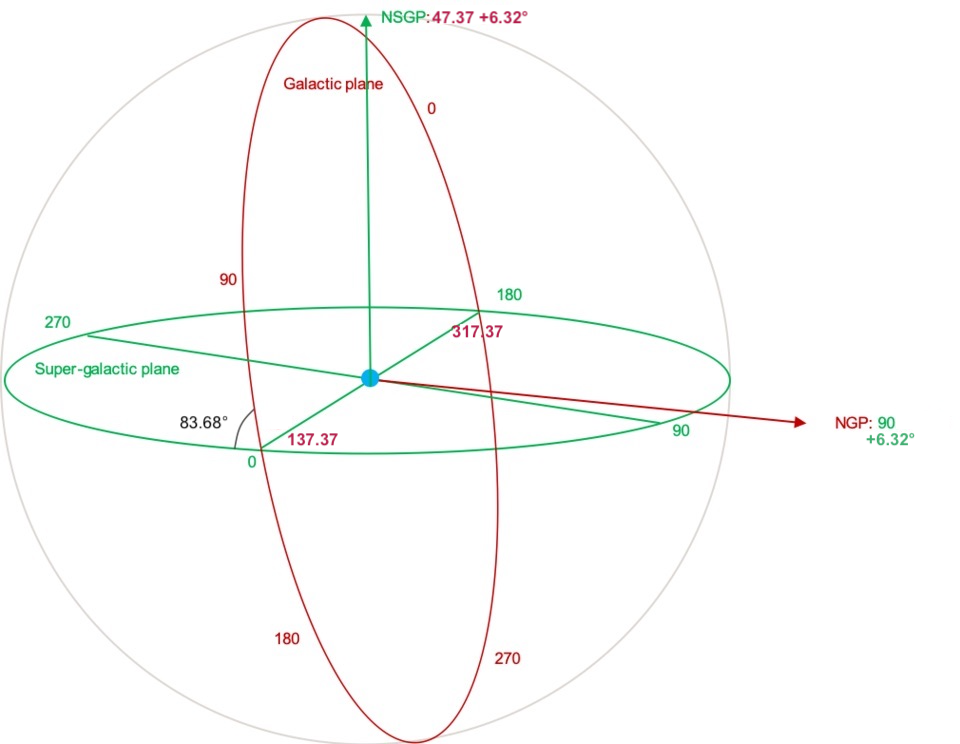
Mặt phẳng thiên hà và siêu thiên hà

Cột bên trái của ma trận là ảnh của gốc tọa độ của hệ tọa độ siêu thiên hà trong hệ tọa độ thiên hà, cột bên phải của ma trận là ảnh của cực bắc của hệ tọa độ siêu thiên hà trong hệ tọa độ thiên hà, và cột giữa là tích chéo (để có được hệ tọa độ quy ước thuận tay phải).